# 수리산로 (군포시)
수리산로(Surisan-ro)는 경기도 군포시 수리동 8단지입구사거리에서 경기도 군포시 궁내동 남천병원사거리를 잇는 도로이다.

## 연혁
- 1992년: 산본신도시 개발로 개통
- 2010년 1월 26일: 도로명으로 수리산로를 고시

## 주요 경유지
경기도
- 군포시 (수리동, 궁내동)

## 주요 건물 및 시설
- 능내초등학교 (경기도 군포시 수리산로 37)
- 수리동 행정복지센터 (경기도 군포시 수리산로 38)
- 수리고등학교 (경기도 군포시 수리산로 39)
- 군포시중앙도서관 (경기도 군포시 수리산로 79)
- 군포문화재단 수리산상상마을 (경기도 군포시 수리산로 112)
- 수리초등학교 (경기도 군포시 수리산로 125)
- 수리중학교 (경기도 군포시 수리산로 139)
- 군포e비즈니스고등학교 (경기도 군포시 수리산로 153)
- 궁내중학교 (경기도 군포시 수리산로 171)
- 궁내초등학교 (경기도 군포시 수리산로 187)